# Heterophyllum ramosum
Heterophyllum ramosum là một loài rêu trong họ Sematophyllaceae. Loài này được Bojer ex Hook. mô tả khoa học đầu tiên năm 1830.
Danh pháp khoa học của loài này chưa được làm sáng tỏ. 